# Jim Inhofe
James Mountain "Jim" Inhofe, född 17 november 1934 i Des Moines, Iowa, död 9 juli 2024 i Tulsa, Oklahoma, var en amerikansk republikansk politiker. Han var ledamot av USA:s senat från delstaten Oklahoma från november 1994 till 2023. Han var ledamot av USA:s representanthus 1987–1994.
Inhofe utexaminerades 1973 från University of Tulsa. Han var borgmästare i Tulsa 1978–1984.
Inhofe rankades av National Journal som den åttonde mest konservativa amerikanska senatorn i sin konservativa/liberala rankning i mars 2007. Enligt GovTrack under 2015–2017 röstnings bedömning, rankades Inhofe som den mest konservativa medlemmen i senaten.

## Politiska positioner

### Federal katastrofhjälp
Inhofe har konsekvent röstat mot federal katastrofhjälp, mest i synnerhet när det gäller de 24 delstaterna som drabbades av orkanen Sandy. Dock, argumenterar han för federalt bistånd när naturkatastrofer slår mot Oklahoma. När Inhofe försvarade sitt beslut att rösta mot en avlastningsfond för orkanen Sandy, men inte i Oklahoma efter att tornados härjade i delstaten maj 2013, hävdade han att situationerna var "fullständigt olika" skillnaden var att Sandy-finansieringen involerade "Alla kommer in och utnyttjar den tragedi som ägde rum. Det kommer inte att hända i Oklahoma."

### Miljöfrågor
Han förhåller sig skeptiskt till klimatförändringar. En gång karakteriserade han dem som "the greatest hoax ever perpetrated on the American people" (ungefär: "det största lurendrejeriet som någonsin pådyvlats det amerikanska folket").
Den 26 februari 2015, tog Inhofe med sig en snöboll till senaten och kastade den innan han lämnade anmärkningar där han hävdade att miljöaktivister fortsätter att prata om global uppvärmning trots att det fortsätter att bli kallt.
Under 2017 var Inhofe en av 22 senatorer som undertecknade ett brev till president Donald Trump som uppmanade presidenten att få USA att dra sig ur Parisavtalet.